# Paulino Neves
Paulino Neves là một đô thị thuộc bang Maranhão, Brasil. Đô thị này có diện tích 979,341 km², dân số năm 2007 là 12088 người, mật độ 12,34 người/km².